# Neotrichobius bisetosus
Neotrichobius bisetosus är en tvåvingeart som beskrevs av Wenzel 1976. Neotrichobius bisetosus ingår i släktet Neotrichobius och familjen lusflugor.
Artens utbredningsområde är Venezuela. Inga underarter finns listade i Catalogue of Life.